# Černá Opava
La Černá Opava (français : Opava noire) est une rivière de République tchèque d'une longueur de 14,4 km qui coule dans la région de Moravie-Silésie. Elle est un affluent de l'Opava, dans le bassin de l'Oder.

## Source de la traduction
- (de) Cet article est partiellement ou en totalité issu de l’article de Wikipédia en allemand intitulé « Černá Opava » (voir la liste des auteurs).